# Сальмурзаев, Магомед Сальмурзаевич
Магоме́д Сальмурза́евич Сальмурза́ев (1900, Старые Атаги, Терская область — 1958, Северо-Казахстанская область) — чеченский советский писатель, публицист, просветитель, участник создания чеченской письменности, один из основоположников чеченской литературы, член Союза писателей Чечни, переводчик.

## Биография
Родился в семье крестьянина.
Учился в духовной школе. В девятилетнем возрасте предпринял попытку взлететь на самодельных крыльях с минарета сельской мечети. Крылья разрушились, их демонстративно прокляли и сожгли, а Сальмурзаева исключили из школы. Этому поступку Сальмурзаева впоследствии посвятили свои стихи чеченские поэты Магомед Мамакаев и Адиз Кусаев.
В 1920 году стал учителем в родном селе. В 1923 году стал инспектором Чеченского областного отдела народного образования в Грозном. В 1924—1925 годах по совместительству был переводчиком в издательстве «Серло» (с чеч. — «Свет»). С 1925 года начал преподавать чеченский язык в советской партийной школе в Грозном и на курсах повышения квалификации учителей в Горячеводской. Тогда же стал одним из соавторов проекта создания национальной письменности на основе латиницы. В 1925 году этот проект утверждён на втором съезде Советов Чечни. Эта письменность использовалась до 1938 года, когда письменность народов СССР была повсеместно переведена на кириллицу.
С 1928 года работал начальником одного из отделов в редакции газеты «Серло». С 1931 года работал в редакциях районных газет и системе просвещения. В 1937 году был арестован и репрессирован по 58-й статье Уголовного кодекса РСФСР за «антисоветскую пропаганду и участие в контрреволюционных троцкистских организациях», но вскоре был оправдан из-за недоказанности обвинений и освобождён.
23 февраля 1944 года чеченцы и ингуши были депортированы. Сальмурзаев оказался в селе Белоусовка в Казахстане, где ему пришлось осваивать профессию строителя. В силу обстоятельств он оказался полностью лишён возможности заниматься литературной деятельностью.
Скончался в Казахстане в 1958 году.

## Творчество
Рассказ Сальмурзаева «Кхетаме Хьамид» (с чеч. — «Рассудительный Хамид»), написанный им в 1923 году, считается первым произведением чеченской литературы. Рассказ был написан с использованием арабской графики, а после появления латинизированной чеченской письменности был опубликован с её использованием. Многие его произведения представляют собой литературную обработку фольклорных материалов. Также Сальмурзаев стал одним из первых чеченских писателей, которые стали писать для детей. Ряд его сатирических произведений высмеивает людей, мешающих социалистическому преобразованию национальной жизни.